# Attentats de Casablanca du 16 mai 2003
Les attentats de Casablanca sont une série de cinq attentats suicides terroristes qui se sont déroulés le 16 mai 2003 dans la ville marocaine de Casablanca. Ils furent perpétrés par une dizaine de terroristes originaires du bidonville Sidi Moumen, membres de Salafia, impliquant des binationaux franco-marocains et franco-turc des Yvelines. Le bilan s'élève à 33 victimes et une centaine de blessés,.
Ces attentats se sont produits quelques jours après des attaques visant des intérêts occidentaux à Riyad en Arabie saoudite et visaient précisément des lieux soigneusement sélectionnés par les terroristes : un hôtel et un restaurant accueillant des clients étrangers, une pizzeria tenue par un Juif, le bâtiment social de l'alliance israélite, le cimetière juif de la ville ainsi que le consulat de Belgique.

## Historique

### Le message vidéo de Ben Laden
Peu de temps après et la même année, le groupe terroriste Al-Qaïda se prononce à travers une cassette sonore distribuée et attribuée à Oussama Ben Laden dans laquelle celui-ci affirmait : « les musulmans doivent se mobiliser pour se libérer du joug de ces régimes apostats, asservis par l’Amérique. […] Parmi les pays qui devraient être libérés figurent la Jordanie, le Maroc, le Nigéria, le Pakistan, le pays des deux saintes mosquées et le Yémen ». Bien qu'il n'y ait pas eu de revendication explicite ou d'implication directe de ce groupe terroriste dans les attentats de Casablanca, le mode opératoire procédant par attaques kamikazes longtemps attribué aux commandos d'Al-Qaïda semble faire privilégier cette piste.

### Le déroulement des attentats
Les terroristes, âgés entre 20 et 25 ans, attaquèrent dans la nuit du 16 le centre-ville de Casablanca en portant des grenades et des explosifs. Certains étaient armés de couteaux, et poignardèrent un vigile du restaurant Casa de Espana, tenu par un Espagnol. Ils pénétrèrent dans l'établissement et se firent exploser, tuant 20 personnes, dînant ou jouant au bingo.
L'Hôtel Farah fut attaqué ensuite, par une explosion qui tua un vigile et un portier.
Un autre terroriste tua trois personnes, dans sa tentative de se faire exploser dans un cimetière juif. Il ne parvint pas à son objectif et déclencha sa bombe 150 mètres avant, près d'une fontaine.
Deux terroristes attaquèrent aussi, sans faire de victimes, un centre social hébraïque (AIU), fermé ce jour-là.
Enfin,un terroriste attaque une pizzeria tenue par un homme de confession juive et un autre se fait exploser près du consulat de Belgique, tuant deux policiers.
On dénombre au total 45 morts dont trois Français et deux Espagnols ainsi qu'une centaine de blessés,.

### Le bilan humain et matériel
Le CHU de Casablanca reçoit les victimes des attentats, hommes, femmes, souvent au corps démembré.
Le bilan humain s'élève à 33 morts (dont quatre Espagnols, trois Français et un Italien) ou 45 si on inclut les terroristes,,.
Le bilan matériel comprend « les dégâts concernent un hôtel (Farah), deux restaurants (Casa de Espaٌna et Pusitana), un bâtiment (Amicale des Juifs), les façades des immeubles résidentiels avoisinants (dont celle du consulat de Belgique) et une vingtaine de voitures stationnées dans l'espace immédiat des différents sites »

### Les réactions locales et internationales
Avec ces attentats meurtriers à Casablanca, se dissipe l'illusion « d'un Maroc à part, d'un royaume singulier : arabe, mais protégé des tourments du Proche-Orient par sa proximité avec l’Europe ; musulman, mais immunisé contre l’islamisme radical »,. Sur le plan économique, le taux de croissance se réduit : des projets de films à gros budget sont annulés par des majors américaines pour des raisons de sécurité, les touristes européens, les investisseurs étrangers et les travailleurs émigrés rechignent à se rendre dans le pays. Le roi décrète des restrictions des libertés pour un meilleur confort sécuritaire.

#### Commémorations
Le 24 avril 2004, le roi Mohammed VI et le président du gouvernement espagnol José Luis Zapatero inaugurent une stèle à la mémoire des victimes.
Le 16 mai 2004, un an après les attentats-suicides, une minute de silence est observée à l'appel de l'Association marocaine de lutte contre la haine et le racisme, créée au lendemain des attaques sanglantes ; des Marocains ont porté ou accroché sur les façades des maisons le drapeau national rouge et vert ; des activités ont été organisées sur la place Mohammed-V.

## Les terroristes
Les douze terroristes kamikaze sont morts lors des attaques.
Cinq autres terroristes liés à cet attentat ont été condamnés par la justice française : Rachid Aït El Haj, Fouad Charouali, Bachir Ghoumid et Redouane Aberbri sont des binationaux franco-marocains, Attila Turk, un Franco-Turc, tous amis d'enfance et élevés dans les Yvelines (banlieue de Paris, France), âgés de 38 à 41 ans.
Ils sont condamnés par la justice française en 2007 à des peines de 5 à 7 ans de prison pour actes de terrorisme. Les cinq hommes sont libérés en 2008 et 2009, après avoir purgé leur peine et reprennent leur vie en France, mais le ministère français de l'Intérieur les soupçonne de liens persistants avec des groupes terroristes. Ils sont déchus de leur nationalité française le 7 octobre 2015 en application de l'article 25 du Code civil, selon une procédure exceptionnelle qui n'avait été appliquée que huit fois depuis 2000,.

## Les raisons évoquées de ces attentats
Abou Moussab al-Zarkawi est soupçonné d'avoir commandité ces attentats. Saad ben Laden est aussi soupçonné d'être derrière ces attentats.

## Filmographie
- Hind Meddeb, De Casa au paradis, 2008[18], documentaire, 45 min.
- Le film Les Chevaux de Dieu (2012), réalisé par Nabil Ayouch, s'inspire du roman de Mahi Binebine. Il aborde au travers de ces attentats la « question [du] radicalisme islamique chez les jeunes dans les quartiers défavorisés »[19].